# Estudio Op. 25, n.º 2 (Chopin)

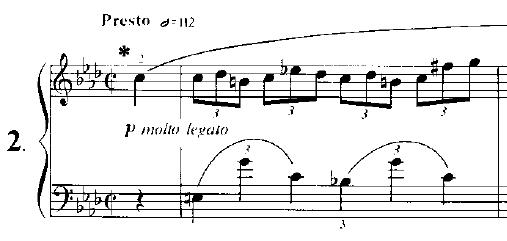
Comienzo del Estudio Op. 25 n.º 2.

El Estudio Op. 25 n.º 2 en fa menor es un estudio para piano solo compuesto por Fryderyk Chopin en el año 1836. Está basado, principalmente, en la polirritmia, con tresillos de corcheas en la mano derecha junto a tresillos de negras en la mano izquierda como acompañamiento. Sin embargo, eso no supone una gran dificultad, pues se da una negra cada dos corcheas y no van contrapeadas. La verdadera dificultad reside en la velocidad con la que debe interpretarse, que provoca que una buena digitación sea imprescindible.
También es conocido bajo el título de Les abeilles, que en francés quiere decir Las abejas. Cuando se toca sempre legato y con su rápido tempo presto, como se indica al principio de la partitura, sí da la sensación de ser abejas zumbando. 
Su duración es menor de dos minutos, en general. 